# Ein Fall für zwei: Countdown
Countdown ist der Titel der 45. Episode der Krimiserie Ein Fall für zwei mit Günter Strack und Claus Theo Gärtner in den Hauptrollen.

## Handlung
Der Familienvater Jochen Hartwig, der Selbstmordabsichten hegt, behauptet auf einem Golfplatz gegenüber dem Rechtsanwalt Dr. Renz, dass er erpresst werde. Er zeigt ihm absteigende Ziffern, die er angeblich täglich vorfinde und die einen Countdown anzeigen sollen. Er gesteht, dass er sechs Wochen zuvor eine aus Asien stammende Prostituierte getötet habe und bittet diesbezüglich um Stillschweigen. Der Privatdetektiv Josef Matula soll im Auftrag von Renz im Frankfurter Rotlichtviertel ermitteln, wer hinter dieser Erpressung steckt. Er erfährt, dass Hartwig sich wenige Wochen zuvor mit einem Mann namens Leo Fröhlich getroffen hat. Mit Unterstützung seitens eines Obdachlosen findet er diesen auf. Fröhlich behauptet allerdings, Hartwig nicht zu kennen und verschwindet. Hartwig behauptet am nächsten Tag gegenüber Dr. Renz, Fröhlich ebenfalls nicht zu kennen und versucht, weitere dahingehende Nachforschungen zu unterbinden. Renz empfiehlt ihm, bei der Polizei um Personenschutz zu bitten, was er ablehnt. Seine Ehefrau und seine Kinder beabsichtigt er zu seiner Schwiegermutter zu schicken, was diese nur widerwillig hinnehmen. Von einem früheren Polizeikollegen erfährt Matula, dass es keinen ungeklärten Mordfall an einer asiatischstämmigen Prostituierten gebe und dass Fröhlich nur ein relativ harmloser Kleinkrimineller sei. Matula sucht diesen erneut auf und zwingt ihn, den Inhalt seines Gesprächs mit Hartwig offenzulegen. 
Ein Auftragsmörder erhält einen Schlüssel zu einem Schließfach am Frankfurter Hauptbahnhof. Darin findet er einen Koffer vor, der einen Plan der Umgebung des Wohnhauses der Familie Hartwig in Bad Soden am Taunus sowie eine Pistole enthält.
Als der Countdown abläuft, weist Renz Matula an, als persönlicher Leibwächter Jochen Hartwigs zu fungieren. Matula lehnt dies ab, da er von Fröhlich erfahren hat, dass Hartwig seinerseits einen Killer engagiert habe und vermutlich beabsichtige, jemanden von diesem töten zu lassen. Renz und Matula stellen Hartwig diesbezüglich zur Rede. Dessen Ehefrau, die nicht zu ihrer Mutter gefahren ist, habe inzwischen zwei Policen über abgeschlossene Lebensversicherungen aufgefunden. Schließlich gibt Hartwig zu, dass er an Leukämie im fortgeschrittenen Stadium leide und nur noch über eine Lebenserwartung von wenigen Monaten verfüge. Aufgrund mangelhafter finanzieller Vorsorge für seine Familie habe er beschlossen, sich ermorden zu lassen, damit es infolgedessen zu einer Auszahlung der Lebensversicherungen an seine Hinterbliebenen komme. Obwohl sein Plan des Versicherungsbetrugs somit aufgeflogen ist, vollendet er ihn, indem er sich wenige Meter von seinem Grundstück entfernt von dem engagierten Killer erschießen lässt.

## Hintergrund

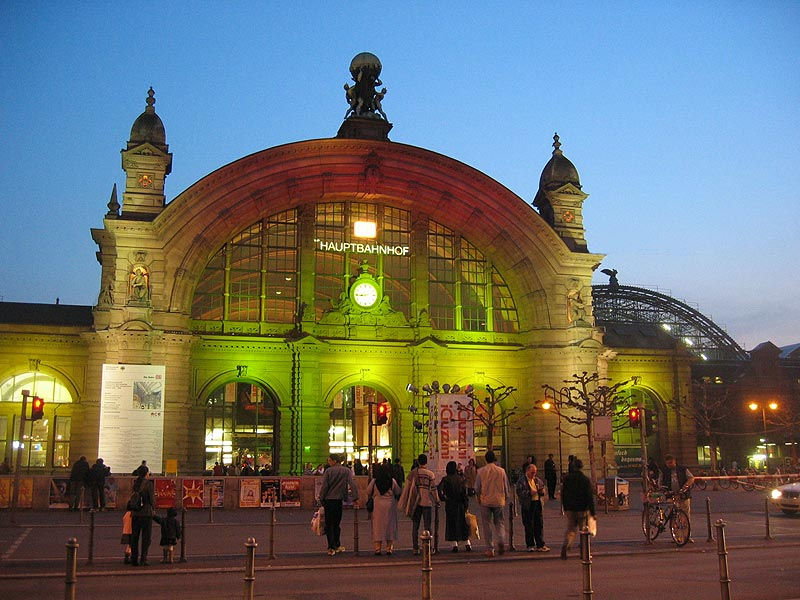
Frankfurter Hauptbahnhof, aufgenommen aus identischer Perspektive wie in der Episode

Die Episode wurde überwiegend im Rhein-Main-Gebiet gedreht. Die Kulisse der Kanzlei von Dr. Renz befand sich im Hotel InterContinental Frankfurt. In einer Szene überquert Renz die Friedensbrücke und biegt in den Theodor-Stern-Kai ein. In anderen Sequenzen sind der Vorplatz sowie die Bahnsteighalle des Frankfurter Hauptbahnhofs zu sehen.
Die Eröffnungsszene der Episode wurde zwischen den Wiesbadener Ortsbezirken Igstadt und Bierstadt aufgenommen. Als Hartigs angeblicher Arbeitsplatz wird das DBV-Winterthur-Hochhaus von außen gezeigt. Dabei ist im Hintergrund die Kirche Heilige Familie in Wiesbaden-Südost zu sehen.
Die Szenen vor dem Haus der Familie Hartwig sowie im Bereich der Telefonzelle am Ende der Episode entstanden in der Paulinenstraße in Bad Soden am Taunus.